# Rio Claro (vattendrag i Brasilien, Minas Gerais, lat -19,10, long -47,87)
Rio Claro är ett vattendrag i Brasilien.   Det ligger i delstaten Minas Gerais, i den sydöstra delen av landet, 400 km söder om huvudstaden Brasília.
Omgivningarna runt Rio Claro är en mosaik av jordbruksmark och naturlig växtlighet. Runt Rio Claro är det ganska tätbefolkat, med 67 invånare per kvadratkilometer.